# SN 2006kx
SN 2006kx – supernowa typu Ia odkryta 16 października 2006 roku w galaktyce A034214+0028. W momencie odkrycia miała maksymalną jasność 21,10m.